# Festival de Eurovisión de Jóvenes Bailarines 1997
La VII edición del Festival de Eurovisión de Jóvenes Bailarines se celebró en Gdansk (Polonia) el 17 de junio de 1997.
Los presentadores de esta edición fueron Grazyna Torbicka y Henk van der Meulen. Un total de 13 países participaron en esta edición del festival. Noruega y Suiza fueron dos de los cuatro países que se retiraron, sin embargo decidieron emitir el certamen en sus respectivas televisiones. La televisión de Irlanda, también retransmitió el evento, por primera vez pese a no participar.
España sigue acumulando más victorias, la cuarta consecutiva, y continúa siendo el mejor país del certamen y el único que ha ganado más de una vez, consiguiendo en esta edición su quinto triunfo.

## Jurado
El jurado de esta edición, que fue el encargado de elegir al ganador, estuvo compuesto por:
- Maya Plisetskaya (presidenta del jurado)
- Gigi Caciuleanu
- Paola Cantalupo
- Katarzyna Gdaniec
- Uwe Scholz
- Gösta Svalberg
- Heinz Spoerli

## Participantes
Un total de 13 países participaron en el certamen. Eslovaquia y Letonia participaron por primera vez, mientras que Francia, Noruega, Austria, Suiza y Rusia se retiraron.

### Semifinal
La semifinal se celebró el 11 de junio de 1997 a las 20ː30 horas (CET). En ella participaron todos los países y solo siete fueron seleccionados por el jurado consiguiendo el pase a la Gran Final. En la siguiente tabla aparecen los 13 países que concursaron en esta edición (los 7 que consiguieron el pase a la Gran Final aparecen en negrita):
| País y TV        | Representante                                 |
| ---------------- | --------------------------------------------- |
| Alemania ZDF     | Valentina Scaglia                             |
| Bélgica RTBF     | Alain Honorez                                 |
| Chipre CyBC      | Carolina Constandinou                         |
| Eslovaquia STV   | Roman Lazik                                   |
| Eslovenia RTVSLO | Ana Klasnja                                   |
| España TVE       | Antonio Carmena San José                      |
| Estonia ERR      | Mari Savitski                                 |
| Finlandia YLE    | Salla Suominen                                |
| Grecia ERT       | Nefeli Markaki                                |
| Hungría MTV      | Gabor Kapin                                   |
| Letonia LTV      | Viktorija Janson                              |
| Polonia TVP      | Magdalena Dziegielewska y Bartosz Anczykowski |
| Suecia SVT       | Tim Matiakis                                  |

## Participantes y Clasificación
| Posición | País y TV           | Representante                                 |
| -------- | ------------------- | --------------------------------------------- |
| 1        | España TVE          | Antonio Carmena San José                      |
| 2        | Bélgica BRTN / RTBF | Alain Honorez                                 |
| 3        | Suecia SVT          | Oscar Salomonsson                             |
| -        | Finlandia YLE       | Salla Suominen                                |
| -        | Letonia LTV         | Viktorija Jansone                             |
| -        | Polonia TVP         | Magdalena Dziegielewska & Bartosz Anczykowski |
| -        | Eslovaquia STV      | Roman Lazik                                   |

### Artistas que regresan
- Carolina Constantinou: Representó a Chipre en la edición anterior.